# Riverview (Delaware)
Riverview è un census-designated place (CDP) degli Stati Uniti, situato nella Contea di Kent, nello stato del Delaware. Appartiene all'area micropolitana di Dover. Secondo i dati del censimento del 2000, la popolazione era di 1 583 abitanti.

## Geografia fisica
Secondo i dati dello United States Census Bureau, il CDP di Riverview si estende su una superficie totale di 9,5 km², dei quali 9,3 km² sono costituiti da terre, mentre 0,2 km² sono composti da acque, corrispondenti all'1,91% del territorio.

## Popolazione
Secondo il censimento del 2000, a Riverview vivevano 1 583 persone, ed erano presenti 455 gruppi familiari. La densità di popolazione era di 169,8 ab./km². Nel territorio comunale si trovavano 574 unità edificate. Per quanto riguarda la composizione etnica degli abitanti, l'88,44% era bianco, il 7,26% era afroamericano, lo 0,25% era nativo, e l'1,52% era asiatico. Il restante 2,52% della popolazione appartiene ad altre razze o a più di una. La popolazione di ogni razza proveniente dall'America Latina corrisponde al 2,27% degli abitanti.
Per quanto riguarda la suddivisione della popolazione in fasce d'età, il 28,1% era al di sotto dei 18, il 7,4% fra i 18 e i 24, il 33,0% fra i 25 e i 44, il 24,1% fra i 45 e i 64, mentre infine il 7,3% era al di sopra dei 65 anni di età. L'età media della popolazione era di 36 anni. Per ogni 100 donne residenti vivevano 98,1 maschi.